# 雄鎮北門
22°37′03″N 120°15′59″E / 22.6175839°N 120.2664633°E

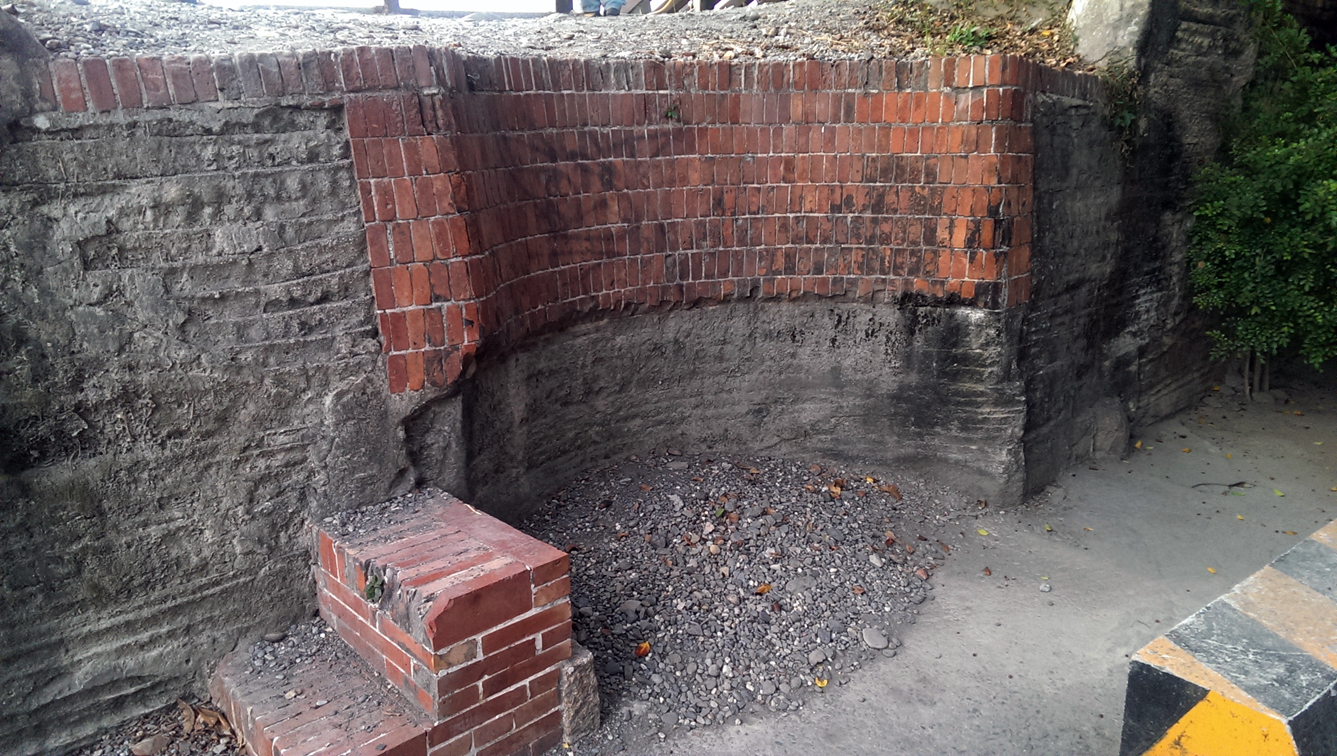
雄鎮北門弧形砲座

雄鎮北門，過去稱為哨船頭砲臺，是位於台灣高雄市鼓山區上的砲臺與營門遺址，該砲台位處哨船頭近港北岸，民國七十四年（1985年）中華民國內政部公告為三級古蹟，後則改為高雄市市定古蹟。

## 沿革
南明永曆三十五年（1681年），鄭經於哨船頭信號山麓築城門，門洞高一丈二尺（約3公尺84公分），寬二丈二尺（約7公尺24公分），厚四尺（約1公尺68公分）（約1公尺68公分）。最初記載見於澎湖台灣紀略（1685年），其中曾提到「打狗山寇置砲於此」後在《鳳山縣誌》（1720年）曾描述雄鎮北門已有打鼓汛，砲臺一座、煙墩一座及望高樓一座。在《重修鳳山縣誌》（1764年）則提到：「打鼓港汛，砲臺一座、煙墩三座、望高樓一座」。但自1683年開始後約二百年的期間，清廷並未對雄鎮北門砲臺有較積極的治理經營，持續到牡丹社事件之後才有轉變。
同治十三年（1874年），日軍以琉球漂流難民被殺事件為藉口登陸恆春，即「牡丹社事件」，為扼守打狗港整體安全，清廷派船政大臣沈葆楨來臺加強海防，乃先後派准軍統領唐定奎、副將王福祿聘英籍教官哈務德（J. W. Harwood）四品總教習，依地形高度督造旗後（威震天南）、哨船頭（雄鎮北門）兩處砲臺，後再規劃籌建大坪頂砲台，三處要塞的土建工程由當時長期駐守鳳山縣的淮軍施工，後而成為共扼打狗港地區中、低射程火砲的戰力要塞。不過在光緒三年（1877年）初，福建巡撫丁日昌來台則發現，此處空有砲臺卻無砲可用。因此在光緒廿年（1894年）於哨船頭砲台增置兩門4.5噸重的阿姆斯壯大砲（砲管口徑6吋）。
光緒二十年（1894年）甲午戰爭爆發，臺灣被清政府割讓給日本。次年（1895年）八月，因應乙未戰爭，日軍多艘戰艦逼近打狗港海外，守軍與之發生激烈砲戰，日艦放下汽艇欲從砲臺附近之岸邊登陸，但誤觸地雷爆炸。之後日軍突破臺灣守軍防線，導致打狗港三處砲臺遂陷落。日治時期之後，大砲亦被移走，哨船頭砲臺只剩弧形砲座、砲臺城門及牆垣。而營舍則被充為港口信號管制所，砲臺內則作為辦公房舍。
由於經歷多次地震及颱風侵襲，砲臺部分遺構已逐漸產生變化及損壞，1981年因砲臺營門斷裂，由當時的高雄市政府以水泥重製，但因不符合中華民國古蹟維修法，導致古蹟本身從一級古蹟被降為三級古蹟。2018年，經台鐵、航港局、港務公司、軍方等相關權管單位會勘協調，哨船頭砲臺遺址則由高雄市文化局展開修復工程。後在經嚴謹考據修復後，則於2022年完工，南、北兵房將規劃展示推廣空間，並因積極投入文化資產保存而獲得青睞榮獲金質獎。

## 配置
哨船頭砲臺遺址位於現今西子灣中山大學的馬路邊小山丘上，周共八里，目前共保存營門、南北兵房、南北進子藥房遺跡、兩座砲座、營牆等結構，並有大砲兩尊，屬高度最低的近程砲臺，為配合地形高低起伏，四周圍牆以三合土與海邊咾咕石疊成，是一個不規則的橢圓砲臺。
砲台營門則是以紅磚砌成的中國式城門，城門上有五個雉堞，雉堞上有窺孔，可容數人站立。城門門楣上書有「雄鎮北門」。而兵舍則採地下化，入口斜坡兩側地下設有營房8間與儲藏室。砲臺四周的厚牆以三合土與海邊的石疊成，形狀頗不規則，為配合地形高低起伏，砲座前的牆垣使用版築法，外表上尚可見到痕跡。

## 外部連結
- 雄鎮北門——文化部文化資產局 （页面存档备份，存于）

- 高雄市政府文化局——雄鎮北門

Template:壽山景點